# フィボナッチ素数
フィボナッチ素数（フィボナッチそすう、英: Fibonacci prime）はフィボナッチ数である素数である。

フィボナッチ素数の最初のいくつかは以下のようになる。

## 判明しているフィボナッチ素数
| フィボナッチ素数は無限に存在するか？ |

Fn が素数となる n の最初の33個は以下の通りである（オンライン整数列大辞典の数列 A001605）。
3, 4, 5, 7, 11, 13, 17, 23, 29, 43, 47, 89, 131, 137, 359, 431, 433, 449, 509, 569, 571, 2971, 4723, 5387, 9311, 9677, 14431, 25561, 30757, 35999, 37511, 50833, 81839.
以下の数に対する Fn も、素数である可能性が高いと考えられている。
n = 104911, 130021, 148091, 201107, 397379, 433781, 590041, 593689, 604711, 931517, 1049897, 1285607, 1636007, 1803059, 1968721, 2904353, 3244369, 3340367.
n = 4 の場合を除いて、Fn がフィボナッチ素数となる n は素数である。しかし、n が素数でも Fn が素数になるとは限らない。
最初の10個の、素数番目のフィボナッチ数のうち、p が 2 と 19 のときを除いた8個で Fp は素数となる。2 と 19 のときは F2 = 1, F19 = 4181 = 37 × 113 となる。しかし、p が大きくなるにつれてフィボナッチ素数の出現頻度は下がっていく。10000以下の1229個の素数の中で、Fp が素数になるのは26個しかない。また、フィボナッチ素数 Fp が無限にあるかどうかは分かっていない。
2009年11月現在、確定している最大のフィボナッチ素数は17103桁の F81839 である。この数は、2001年に David Broadhurst と Bouk de Water によって素数であることが証明された。
2018年3月に Henri Lifchitz が発見した698096桁の F3340367 は素数である可能性が高いとされている。
これとは対照的な結果として、Nick MacKinnon は双子素数になる素数でフィボナッチ素数となるのは 3, 5, 13 の場合だけであることを証明している。F2n-1+ 2(-1)n =Fn+1(Fn-1+ Fn-3)  という式を用いる。

## フィボナッチ数列の整除
素数番目のフィボナッチ数とそれ未満のフィボナッチ数は、1より大きい公約数を持たない（互いに素である）。これは、以下の式から明らかである。
GCD(Fn, Fm) = FGCD(n,m).
n が3以上のとき、n が m で割り切れるときのみ Fn が Fm で割り切れる。
上の式において、m を素数 p とし、n をそれ未満の数とすると以下の式が成り立つ。
GCD(Fp, Fn) = FGCD(p,n) = F1 = 1.